# Voyage en Chine
Pour plus de détails, voir Fiche technique et Distribution.
Voyage en Chine est un film dramatique français réalisé par Zoltan Mayer et sorti en 2015.

## Synopsis
Liliane part en Chine pour la première fois de sa vie afin de rapatrier 
le corps de son fils, mort dans un accident. Plongée dans cette culture 
si lointaine, ce voyage marqué par le deuil devient un véritable voyage 
initiatique.

## Fiche technique
- Titre : Voyage en Chine
- Réalisation : Zoltan Mayer
- Assistante-réalisatrice : Juliette Maillard
- Scénario : Zoltan Mayer
- Musique: Steve Shehan
- Ingénieur du son : Dana Farzanekpour
- Mixage : Olivier Dô Hûu
- Montage son : Benoît Hillebrant et Valérie Deloof
- Directeur de la photographie : George Lechaptois
- Montage : Camille Toubkis
- Costumes : Dorothée Lissac et Dodo Gu Yeli
- Décors : Daphné Deboiasne
- Scripte : Céline Breuil-Japy
- Coiffeuse-maquilleuse : Férouz Zaafour
- Productrice: Carole Scotta
  - Productrices exécutives : Natacha Devillers et Julie Billy
  - Producteurs associés : Simon Arnal-Szlovak et Caroline Benjo
- Directeur de production : Jean de Trégomain
- Production : Haut et Court et France 3 Cinéma, en association avec Indéfilms 2
- Distribution : Haut et Court
- Pays d’origine :  France
- Genre : drame
- Durée : 96 minutes
- Dates de sortie :
  -  France : 25 mars 2015

## Distribution
- Yolande Moreau : Liliane
- Qu Jing Jing : Danjie
- Ling Dong Fu : Chao
- Liu Ling Zi : Li Shu Lan
- Dong Qing : Ruo Yu
- Yang Yilin : Yun
- André Wilms : Richard
- Li Chenwei : Maître Sanchen
- Geneviève Casile : la patiente à l'hôpital
- Camille Japy : une fonctionnaire
- Sophie Chen : Mlle Yang

## Distinctions

### Récompenses
- Detour Film Festival (Padoue, Italie) : Grand Prix du Jury et Prix du Public[1]
- Festival de films Cinemania : Prix du public TFO pour le meilleur premier long-métrage[2]
- Festival du film français de Roumanie : Prix du public

### Nominations
- 6e cérémonie des Magritte du cinéma :
  - Magritte de la meilleure actrice pour Yolande Moreau